# Laurent Madouas
Laurent Madouas (Rennes, 8 de febrer de 1967) va ser un ciclista francès, que fou professional entre 1988 i 2001. El seu fill Valentin també és ciclista professional.

## Palmarès
- 1988
  - 1r al Circuit des plages vendéennes
- 1993
  - Vencedor d'una etapa al Circuit de La Sarthe
- 1994
  - 1r al Gran Premi Cholet-País del Loira
- 1996
  - Vencedor d'una etapa a la Volta a Suècia
- 1999
  - Vencedor d'una etapa al Critèrium del Dauphiné Libéré

### Resultats al Tour de França
- 1993. 22è de la classificació general
- 1994. Abandona (14a etapa)
- 1995. 12è de la classificació general
- 1996. 23è de la classificació general
- 1997. 25è de la classificació general
- 1998. 22è de la classificació general
- 1999. 44è de la classificació general
- 2000. 35è de la classificació general

### Resultats al Giro d'Itàlia
- 1993. 34è de la classificació general
- 1994. 27è de la classificació general
- 1995. 12è de la classificació general

### Resultats a la Volta a Espanya
- 1998. Fora de control (11a etapa)